# Hatti Gold Mines
Hatti Gold Mines è una città dell'India di 14.716 abitanti, situata nel distretto di Raichur, nello stato federato del Karnataka. In base al numero di abitanti la città rientra nella classe IV (da 10.000 a 19.999 persone).

## Geografia fisica
La città è situata a 16° 10' 32 N e 76° 37' 47 E.

## Società

### Evoluzione demografica
Al censimento del 2001 la popolazione di Hatti Gold Mines assommava a 14.716 persone, delle quali 7.528 maschi e 7.188 femmine. I bambini di età inferiore o uguale ai sei anni assommavano a 1.373, dei quali 687 maschi e 686 femmine. Infine, coloro che erano in grado di saper almeno leggere e scrivere erano 10.957, dei quali 6.209 maschi e 4.748 femmine.